# Shamal (viento)

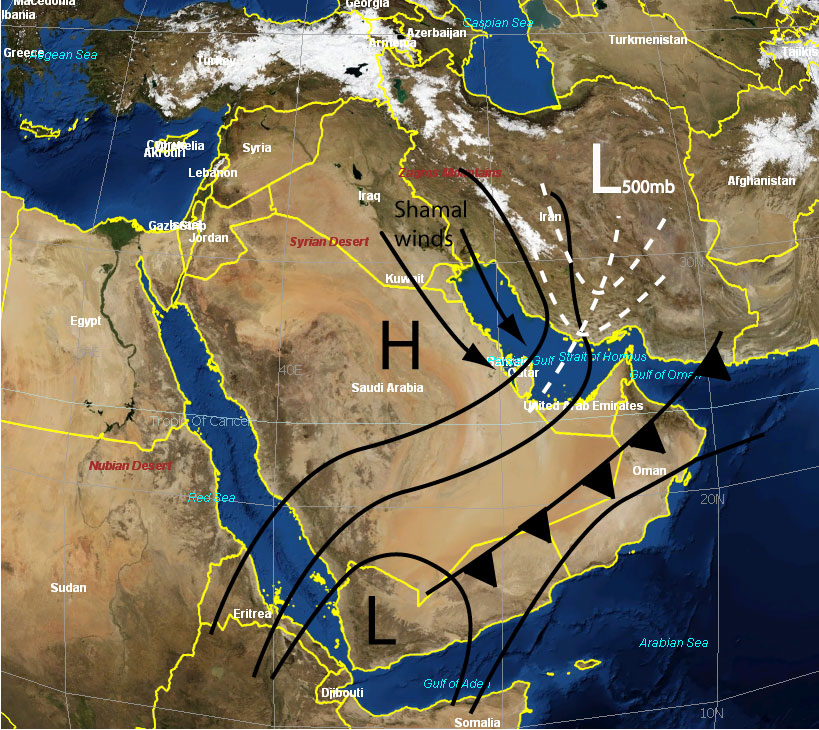
Condiciones sinópticas que llevan a 3-5 días de Shamal

El shamal (en árabe: شمال‎, romanizado: šamāl, lit. '“norte”') es un viento del noroeste que sopla sobre Irak y los estados del golfo Pérsico (incluyendo Arabia Saudí y Kuwait), a menudo fuerte durante el día, pero disminuyendo por la noche. Este efecto del tiempo puede ocurrir una vez al año o varias veces, principalmente en el verano, pero a veces también en el invierno. El viento resultante crea, de manera típica, grandes tormentas de arena que golpean Irak, aunque la mayor parte de la arena es recogida en Jordania y Siria.

## Climatología
Los vientos Shamal son el resultado de fuertes vientos del noroeste que son encaminados hacia el golfo Pérsico por las montañas de Turquía e Irak al noreste y las altas llanuras de Arabia Saudí en el suroeste. Suelen ser más fuertes en primavera y verano, aunque pueden aparecer en cualquier momento del año. Durante esa época del año la corriente polar al norte se mueve hacia el sur y se aproxima al chorro subtropical al sur. La proximidad de las dos corrientes de chorro promueven la formación de fuertes frentes a menudo secos y fríos que crean el shamal. Los fuertes vientos Shamal se forman ante el frente y detrás. Es típico que Irak experimente fuerte polvo llevado por el viento de 20 a 50 días al año.
Según el folclore, el primer gran Shamal aparecido alrededor del 25 de mayo es conocido como Al-Haffar, o perforador de petróleo, puesto que perfora hondas depresiones en las dunas de arena del desierto. El segundo, que llega a principios de junio, coincide con la estrella de la mañana, Thorayya (Pléyades), y recibe por ello el nombre de Barih Thorayya. Durante este acontecimiento, que es más violento que los otros, los pescadores normalmente se quedan en el puerto debido a que el antiguo folclore les dice que este es el viento que devora los barcos. Cerca de finales de junio, llega el último Shamal, conocido como Al-Dabaran. Es violento y dura varios días. Los residentes locales mantienen las puertas y las ventanas firmemente cerradas pues este Shamal incluye un polvo fino que todo lo penetra y que entra por todos lados.

## Condiciones sinópticas

### Shamal veraniego
Cuando una tormenta que pasa con un frente frío fuerte sobre las montañas de Turquía y Kurdistán, el borde líder de una masa de aire relativamente más fresco que levanta polvo y arena, enviándolo alto. Las temperaturas en alturas más bajas aún están por encima de 105 °Fahrenheit (42 °Celsius) durante estos acontecimientos. En Irán, donde las tormentas de invierno pueden traer intensas nevadas al terreno, una capa de polvo pueden caer sobre la nevada.

### Shamal invernal
Un Shamal invernal se asocia con el fortalecimiento de una alta presión sobre la península después del paso de un frente frío mientras que una profunda vaguada de baja presión se mantiene sobre zonas al Este del golfo Pérsico. Esto lleva a un fuerte viento septentrional sobre el golfo durante períodos de hasta 5 días. Se asocian a bajas temperaturas.
Los lugares alrededor de Oriente Próximo lo más probable es que vean la variedad invernal cerca de la isla de Lavan, isla de Halul y Ras Rakan. Persisten de 24 a 36 horas durante el invierno y aparecen tan frecuentemente como 2 o 3 veces al mes entre diciembre y febrero. Un acontecimiento de 3-5 días de duración aparece sólo una o dos veces cada invierno, y se ve acompañado por muy altos vientos y mareas altas.

## Efectos
Los vientos Shamal normalmente duran entre 3 y 5 días. Puesto que el polvo y la tormenta de arena resultantes tienen varios miles de pies de profundidad, el viaje por aire y tierra se detiene. Cuando se esparcen a los cercanos cuerpos de agua, la pesca y la navegación se hacen igualmente difíciles. Durante los acontecimientos de estos vientos, varios aeropuertos internacionales del Suroeste de Asia han registrado vientos de hasta 49 mph (43 nudos) que pueden llevar polvo sobre grandes distancias viento abajo. Se ha documentado incluso que quita la pintura de los coches.

## Ejemplo pasado
Una notable tormenta causada por un Shamal cubrió Bagdad con arena el 8 de agosto de 2005, lo que dio como resultado el cierre de casi todas las tiendas y actividad pública. La tormenta también superó al Hospital Yarmuk de Bagdad, que trató a más de mil personas con problemas respiratorios.
Desde el 1 hasta el 4 de febrero de 2008, hubo una intensa tormenta de polvo asociada con un viento Shamal produjo advección sobre el mar Arábigo. Se calculó que el borde líder de la tormenta de polvo se movió a alrededor de 20 km/h, y en un punto se extendió desde Mogadiscio en Somalia hasta Bombay en la India. El polvo de esta tormenta recibió atención de la prensa deportiva ya que interfirió en la celebración del torneo de golf Desert Classic de Dubái, donde estaba jugando Tiger Woods.

## Miscelánea
- Una pregunta sobre este viento formó parte del concurso juvenil de geografía estadounidense National Geographic Bee de 2003.[12]
- Shamal, significando "Norte", es un nombre masculino en Afganistán.
- Una tormenta de arena causada por vientos Shamal rompieron un campamento de Marines en la serie de televisión Generation Kill de la HBO sobre la invasión de Irak del año 2003.